# Filipijnse honingvogel
De Filipijnse honingvogel (Dicaeum australe) is een vogelsoort uit de familie van de Dicaeidae (bastaardhoningvogels).

## Verspreiding
De Filipijnse honingvogel komt alleen voor in de Filipijnen.

## Ondersoorten
De Filipijnse honingvogel is monotypisch.